# 내사랑 내곁에 (뮤지컬)
- 《내사랑 내곁에》는 2012년 12월 11일부터 2013년 1월 20일까지 상연된 대한민국의 창작 뮤지컬이다.

## 줄거리
“내 맘이 이렇게 아픈데, 너를 보는 내 눈이 이렇게 아린데...
멀리서 그리워하는 것도 사랑이라고?
함께 있을 때, 그래서, 멈추었던 내 심장이 다시 뛰는것을 느낄 때, 그게 사랑이야...”
소중한 꿈을 향한 평행선 같은사랑 “강현”과 “복희”의 I Miss you.
뒤늦게 찾아온 아슬아슬한 사랑에 설레이는 “세용”과 “윤주”의 사랑과 우정사이
과거의 “기혜”를 향한 “승윤”과 그만을 바라보는 “보라”의 한사람을 위한 마음…
이 세 사람의 아픔이, 기억속의 멜로디를 전하는 오르골과 함께
과거와 현재를 넘나들며 만나게 되는데...

## 출연진
| 배역      | 출연자                            |
| --------- | --------------------------------- |
| 세용      | - 김정민 - 박송권                 |
| 윤주      | - 홍지민 - 배해선                 |
| 강현      | - 장우수 - 서지훈                 |
| 복희      | - 유주혜 - 전지윤                 |
| 승윤      | - 박호산 - 강석호                 |
| 기혜/보라 | - 손현정 - 수안 - 유리아 - 이경진 |